# Мишелинов водич
Мишелинови водичи (фр. Guide Michelin) су серија водича које је издао француски произвођач гума Мишелин почев од 1900. године. Водич додељује до три Мишелин звездице за квалитет одабраним ресторанима. Стицање или губитак звезде или звезда може имати драматичне ефекте на успех ресторана. Мишелин такође објављује Зелене водиче, серију општих водича за градове, регионе и земље.

## Историја
Године 1900. на путевима Француске било је мање од 3.000 аутомобила. Да би повећали потражњу за аутомобилима и, сходно томе, аутомобилским гумама, произвођачи аутомобилских гума, браћа Едуар и Андре Мишелин објавили су водич за француске аутомобилисте. Подељено је скоро 35.000 примерака овог првог бесплатног издања водича. Пружао је информације возачима, као што су мапе, упутства за поправку и замену гума, листе аутомеханичара, хотела и бензинских пумпи широм Француске.
Године 1904. браћа су објавила водич за Белгију сличан Мишелиновом водичу. Мишелин је касније представио водиче за Алжир и Тунис (1907); Алпе и Рајну (северна Италија, Швајцарска, Баварска и Холандија) (1908); за Немачку, Шпанију и Португалију (1910); Британска острва (1911); и "Земље сунца" (Les Pays du Soleil) (Северна Африка, Јужна Италија и Корзика) (1911). Године 1909. објављена је верзија водича за Француску на енглеском језику.
Током Првог светског рата, објављивање водича је обустављено. После рата, наставили су да ревидирана издања водича поклањају све до 1920. године. Прича се да је Андре Мишелин, док је био у посети једном трговцу гумама, приметио да се копије водича користе за подупирање радног стола. На основу принципа да „човек истински поштује само оно што плаћа“, Мишелин је одлучио да наплати цену водича, која је 1922. била око 750 франака или 2,15 долара. Такође су направили неколико промена, посебно набрајајући ресторане по одређеним категоријама, додајући листе хотела (у почетку само за Париз) и уклањајући рекламе у водичу. Препознајући растућу популарност делова о ресторанима у водичу, браћа су ангажовала тим инспектора, који су увек били анонимни, да посећују и прегледају ресторане.
Следећи Марејове и Бедекерове водиче, Мишелинов водич је почео да додељује звезде за добре ресторане 1926. У почетку је била додељивана само једна звезда. Затим, 1931. године, уведена је хијерархија: нула, једна, две и три звездице. Коначно, 1936. објављени су критеријуми за рангирање:
- *: "Веома добар ресторан у својој категорији" (Une très bonne table dans sa catégorie)
- **: "Одлична кухиња, вреди обиласка" (Table excellente, mérite un détour)
- ***: "Изузетна кухиња, вредна посебног путовања" (Une des meilleures tables, vaut le voyage).[5]

Године 1931. корице водича су промењене из плаве у црвену и тако је остало у свим наредним издањима. Током Другог светског рата, објављивање је поново обустављено. Године 1944, на захтев савезничких снага, водич за Француску из 1939. је посебно поново штампан за војну употребу; његове карте су оцењене као најбоље и најсавременије. Објављивање годишњег водича је настављено 16. маја 1945, недељу дана након Дана победе у Европи.
У раним послератним годинама, дуготрајни ефекти несташице у рату навели су Мишелин да наметне горњу границу од две звездице; до 1950. француско издање наводи 38 објеката за које се сматра да испуњавају овај стандард. Први Мишелинов водич за Италију објављен је 1956. године. У првом издању није доделио звездице. Године 1974. објављен је први водич за Британију од 1931. године. Додељено је двадесет пет звездица.
Године 2005. Мишелин је објавио свој први амерички водич, који покрива 500 ресторана у пет општина Њујорка и 50 хотела на Менхетну. Године 2007. покренут је  Мишелинов водич за Токио. Исте године водич је представио часопис, Étoile. Године 2008. додата је књига о Хонг Конгу и Макау. Од 2013. године, водич је објављен у 14 издања која покривају 23 земље.
Године 2022. водич се проширио на Канаду, покривајући Торонто и Ванкувер.
Водич је објавио своју прву листу ресторана у америчкој држави Флорида 9. јуна 2022, након што је годину дана раније постигао договор са туристичким одборима у држави. Водич је доделио једну ранг-листу са две звездице и четрнаест ранг-листа са једном звездицом и 29 Биб гурмана.
Крајем 2022. водич се проширио на Вијетнам и Малезију.

## Методе и изглед
Црвени водичи су кроз историју навели много више ресторана него ривалски водичи, ослањајући се на опсежан систем симбола који описују сваки у само два реда. Рецензије ресторана са звездицама укључују и два до три кулинарска специјалитета. Кратки резимеи (2–3 реда) додати су 2002/2003. да би се побољшали описи објеката. Ови резимеи су написани на језику земље за коју је водич објављен (иако је књига о Шпанији и Португалу само на шпанском), али су симболи исти у свим издањима.

### Звездице
Мишелинови инспектори анонимно посећују ресторане и додељују једну, две или три звездице за оне који се сматрају бар веома добрим:
- *: "Кување високог квалитета, вреди се зауставити" (Cuisine de qualité, mérite une halte)
- **: "Одлична кухиња, вреди обиласка" (Cuisine excellente, mérite un détour)
- ***: "Изузетна кухиња, вредна посебног путовања" (Une des meilleures cuisine, vaut le voyage).[5]

Француски кувар Пол Бокуз, један од пионира nouvelle cuisine шездесетих година прошлог века, рекао: „Мишелин је једини водич који се рачуна“. У Француској, када се водич објављује сваке године, изазива медијску помаму која се пореди са оним за годишњу доделу Оскара за филмове.  Медији и други расправљају о могућим победницима, шпекулације су присутне, а ТВ и новине расправљају о томе који ресторан би могао да изгуби, а који би могао да добије Мишелинову звезду.
Мишелинов водич такође додељује „Звезде у успону“, што је показатељ да ресторан има потенцијал да се квалификује за звездицу или додатну звезду.

### Зелене звезде
Године 2020, Мишелинов водич је лансирао амблем одрживости који симболизује изврсност у одрживој гастрономији. Објекат награђен овом зеленом звездом добија простор на веб страници водича за кувара да опише визију ресторана.

### Биб Гурман
Од 1997. водич такође истиче ресторане који нуде „изузетно добру храну по умереним ценама“, што се сада зове „Bib Gourmand„. Они морају понудити ставке менија по цени испод максимума утврђеног локалним економским стандардима. Bib (Bibendum) је надимак компаније за Мистер Мишелина, њеног корпоративног логоа више од једног века.
- Оброк из ресторана са Мишелиновом звездом у Хелсинкију, Финска
- Оброк у ресторану са Мишелиновом звездом у Женеви, Швајцарска
- Оброк у ресторану са Мишелиновом звездом у Токију, Јапан
- Оброк у ресторану са Мишелиновом звездом у Лос Анђелесу, Сједињене Државе

### Тањир
Године 2016. додат је нови симбол, Тањир, који  препознаје ресторане који „једноставно служе добру храну“.

### Кључеви, за хотеле
Мишелин планира да додељује „кључеве“ хотелима од 2024. Мишелин наводи да ће награда кључ "одликовати изузетне објекте које воде тимови са јединственим облицима знања" и да ће награде бити додељене након анонимних боравака од стране селекционих тимова Мишелиновог водича.

### Не-ресторанска храна
Године 2014. Мишелин је увео посебну листу гастро-пабова у Ирској. Године 2016. Мишелин водич за Хонг Конг и Макао је представио преглед значајних ресторана уличне хране. Исте године, водич из Сингапура представио је прве Мишелинове звездице за локације уличне хране, за хонгконшку пилетину са соја сосом, пиринчем и резанцима, и резанцима са свињетином.

### Друге оцене
Сви наведени ресторани, без обзира на звездицу, Bib Gourmand, или статус Тањира, такође добијају ознаку „виљушка и кашика“, као субјективни одраз укупног комфора и квалитета ресторана. Рангирање се креће од један до пет: једна виљушка и кашика представљају „удобан ресторан“, а пет означава „луксузни ресторан“. Виљушке и кашике црвене боје означавају ресторан који се такође сматра „пријатним“.

## Зелени водичи
Мишелинови Зелени водичи прегледају и оцењују друге атракције осим ресторана. Постоји Зелени водич за Француску у целини, и детаљнији за сваки од десет региона у Француској. Други Зелени водичи покривају многе земље, регионе и градове ван Француске. Многи Зелени водичи су објављени на неколико језика. Они укључују основне информације и абецедни одељак који описује интересантне тачке. Као и Црвени водичи, они користе систем са три звездице за препоруку објеката, у распону од „вредно путовања“ до „вредно обиласка“ и „занимљив“.

## Контроверзе

### Наводи о слабим стандардима инспекције и пристрасности
Паскал Реми, ветеран Мишелинов инспектор са седиштем у Француској, написао је књигу L'Inspecteur se met à table (Инспектор седи за столом), објављену 2004. Ремијев радни однос је прекинут у децембру 2003. када је обавестио Мишелин о својим плановима да објави ову књигу. Поднео је судски спор за неправедно отпуштање, који је био неуспешан.
Реми је описао живот француског Мишелиновог инспектора као усамљенички, недовољно плаћен напоран рад, због кога се недељама возио по Француској, вечерао сам, под великим притиском да поднесе детаљне извештаје са строгим роковима. Он је тврдио да је водич постао опуштен у својим стандардима. Иако Мишелин наводи да су његови инспектори посећивали свих 4.000 прегледаних ресторана у Француској сваких 18 месеци, и све ресторане са звездицама неколико пута годишње, Реми је рекао да је била могућа само једна посета сваке 3 1⁄2 године јер је у Француској било само 11 инспектора када је он примљен, а не 50 или више које је наговестио Мишелин. Тај број се, како је рекао, смањио на пет до тренутка када је отпуштен у децембру 2003.
Реми је такође оптужио водича за фаворизовање. Он је навео да је Мишелин третирао познате и утицајне куваре, као што су Пол Бокуз и Ален Дукас, као „недодирљиве“ и да не подлежу истим ригорозним стандардима као мање познати кувари. Мишелин је негирао Ремијеве оптужбе, али је одбио да каже колико је инспектора заправо запошљавао у Француској. У одговору на Ремијеву изјаву да су одређени кувари са три звездице недодирљиви, Мишелин је рекао: „Не би било смисла рећи да ресторан вреди три звездице да није истина, ако ни због чега другог осим због тога што би муштерија писала и рекла нам."

### Нежељене звезде
Неки угоститељи су тражили од Мишелина да укине звездицу, јер су сматрали да то ствара непожељна очекивања купаца или притисак да троше више на услугу и декорацију. Значајни случајеви укључују:
- Casa Julio (Fontanars dels Alforins, Spain): Након што је 2009. добио звезду, кувар ресторана Хулио Биоска сматрао је да је награда додељена јелима која му се не допадају и која су му ограничавала креативност. Покушао је да скине своју звезду, а у децембру 2013. укинуо је свој дегустациони мени. Уклањање се догодило у водичу за 2015.[32][33]
- Petersham Nurseries Café (Лондон): Након што је добила звезду 2011. године, оснивач и кувар Скај Гингел је примила жалбе од гостију који су очекивали свечану вечеру, што је довело до њеног покушаја да уклони звезду и њеног каснијег повлачења из ресторана. Тада је рекла да се каје због својих примедби и да би поздравила звезду.[32][34][35]
- 't Huis van Lede (Белгија): Након што је добио звездицу 2014. године, кувар Фредерик Дуг је рекао да не жели Мишелинову звезду или поене у водичу за ресторане јер неки купци нису били заинтересовани за једноставну храну из ресторана са Мишелиновим звездицама.[36]

### Губитак звезде
Притисак да се задрже Мишелинове звезде може бити огроман, јер ће губитак звезде готово неизбежно имати значајан утицај на пословање. Раширено је веровање да је шеф кухиње Бернар Луазо извршио самоубиство 2003. након што је чуо гласине да ће његов ресторан са три звездице, La Côte d'Or, бити спуштен на две звездице.